# إم 1127
إم 1127 (بالإنجليزية: M1127)‏ ناقلة جنود مدرعة مدولبة 8*8 طورت من ال أي في (لاف الثالثة) الكندية وبنيت على أساس المدرعة السويسرية بيرانا، وتنتجها شركة جنرال دينامكس للأنظمة البرية لصالح الجيش الأمريكي.